# Whiteley Bank
Whiteley Bank – osada w Anglii, na wyspie Wight. Leży 9 km na południowy wschód od miasta Newport i 124 km na południowy zachód od Londynu.